# Janov (district de Děčín)
Pour les articles homonymes, voir Janov.
Janov (en allemand : Jonsdorf ) est une commune du district de Děčín, dans la région d'Ústí nad Labem, en Tchéquie. Sa population s'élevait à 352 habitants en 2021.

## Géographie
Janov se trouve à 11 km au nord-nord-est de Děčín, à 27 km au nord-est d'Ústí nad Labem et à 89 km au nord de Prague.
La commune est limitée par Hřensko à l'ouest et au nord, et par Růžová à l'est et au sud.

## Histoire
L'origine du village remonte au XIVe siècle.

## Transports
Par la route, Janov se trouve à 13 km de Děčín, à 39 km d'Ústí nad Labem et à 124 km de Prague.